# Croatas de Hungría
Los croatas de Hungría (en croata: Hrvati u Mađarskoj, en húngaro: Magyarországi horvátok) son una de las minorías nacionales de Hungría. La presencia de croatas en Hungría tiene siglos. La comunidad croata en Hungría es mayoritariamente inmigrante, aunque hay teorías que defienden que algunas comunidades croatas en Podravina, Zadravina, Međimurje y Prekmurje húngaras son autóctonas.
Los croatas llegaron a Hungría a intervalos más prolongados, a menudo como parte de una ola de refugiados y exiliados, aunque otros llegaron por motivos personales económicos o sociales. 

## Distribución geográfica

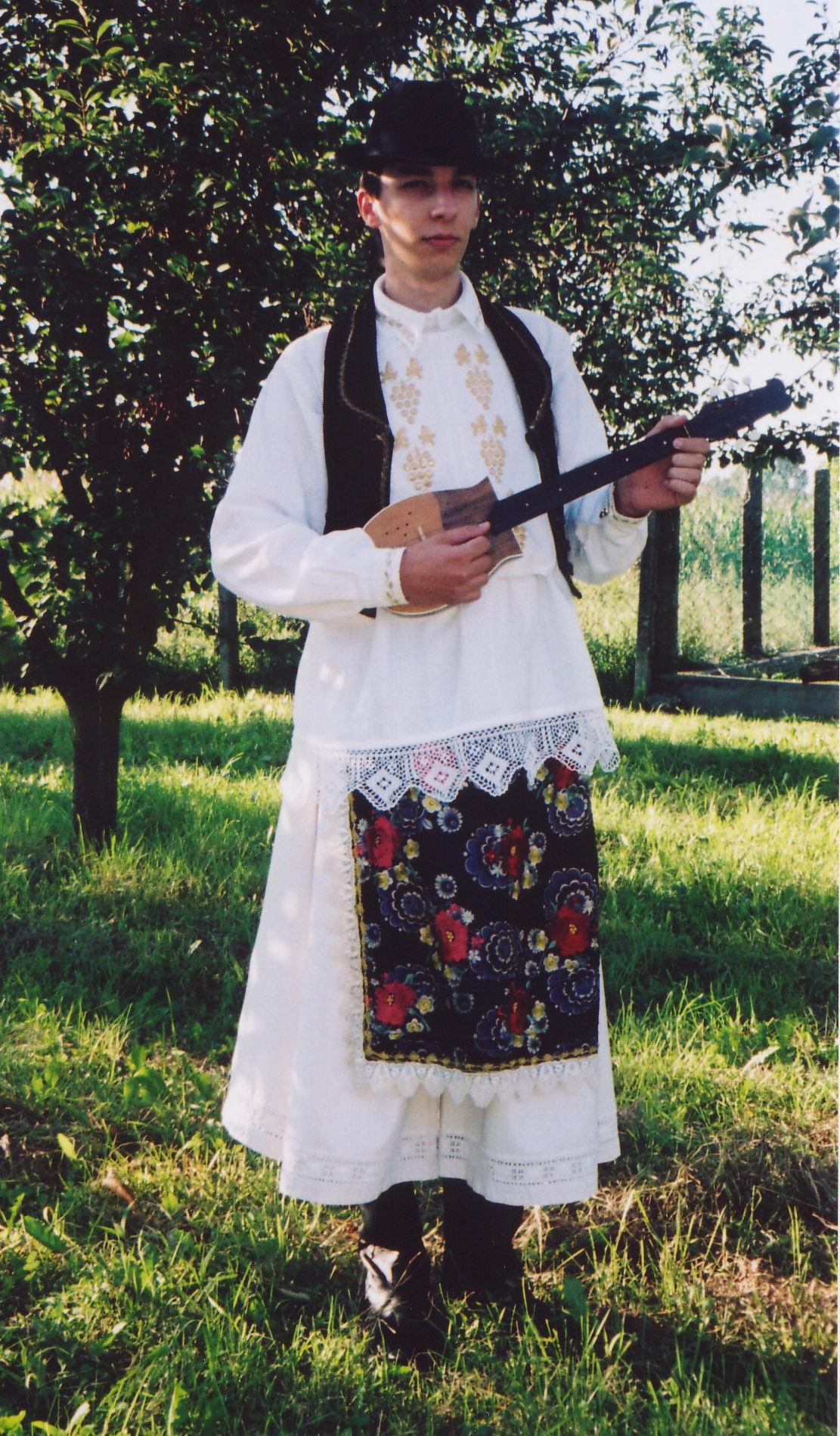
Croata bosníaco con traje tradicional y tambura.

Los croatas se concentran en varias áreas de Hungría y pertenecen a numerosos subgrupos étnicos croatas. En las áreas a lo largo de la frontera con Austria, en Burgenland, viven los croatas de Burgenland.
En la parte húngara de Bačka y la Pequeña Cumania (actual condado de Bács-Kiskun) hay una comunidad de bunjevci y croatas de Rac. Existe una concentración menor en Szeged, en el condado de Csongrád. Su idioma está seriamente comprometido; solo unas pocas personas lo hablan en la actualidad.
Al norte de Budapest, en Szentendre, viven dalmat o "dálmatas", que viven en menor concentración en Szeged y  otras partes. Hoy ninguno habla croata en su dialecto, se han asimilado al húngaro, pero ha mantenido la conciencia de su origen y conservan sus costumbres. Su fialecto fue estudiado en el año 2000
Al sur de Budapest, se podían encontrar croatas bajo la designación ilirios en el anillo urbano alrededor de Budapest, pero también en otros lugares. La comunidad en el anillo alrededor de Budapest ha desaparecido en la actualidad debido a la asimilación y sus descendientes se declaran húngaros.
En Baranja, en la ciudad de Pécs, viven croatas del grupo de los y también en las aldeas de Kökény (Kukinj), Szemely (Semelj), etc. Esta comunidad hoy está amenazada por la asimilación.
Más al oeste, en Podravina y Pomurje, viven los croatas de Podravina y Pomurje. En la orilla sur del lago Balaton había croatas llamados toti, que hoy en día están completamente asimilados a los húngaros, aunque aún existían en la década de 1970. Los croatas bunjevci y los croatas dálmat se mencionan en fuentes húngaras más antiguas como sinónimos.
En el pasado, los científicos húngaros retrataban a los bunjevci como una subetnia húngara, pero hoy han abandonado por completo esos conceptos erróneos y los consideran una parte indiscutible del pueblo croata, hecho que la Academia de Ciencias de Hungría dejó claro en 2006, con la ocasión de la consulta para conceder la minoría nacional de los bunjevci El debate en el parlamento, con un resultado de la votación de 339 votos en contra, 18 abstenciones y 7 abstenciones, rechazó la iniciativa de reconocer la condición de minoría nacional de los bunjevci y los definió claramente como parte del pueblo croata.

## Historia

### Primeras comunidades
Según algunos autores, una parte de los croatas de Hungría son una población autóctona, que se asentó probablemente allí en el momento de la inmigración de los croatas desde Transcarpacia. Serían las comunidades croatas de Podravina, Zadravina, Međimurje y Pomurje. La tesis de la autoctonía es más aceptable entre los croatas de Podravina porque hay documentos escritos sobre ellos desde la época de los Árpad, y lo mismo podría decirse de los croatas de Pomurje, dado que forman un todo con los croatas del otro lado del Mura. Las fuentes húngaras los denominaron tradicionalmente con el término tóth hasta el siglo XVII, refiriéndose exclusivamente a los habitantes de la Eslavonia medieval, y muchos topónimos del sur de Hungría contienen este determinante en su nombre. Los croatas bunjevci emigraron a estas áreas más tarde, pero en estas áreas antes de su inmigración, según la investigación de Ante Sekulić, vivía en un número no especificado de población indígena eslava de fe católica que se fusionó con los bunjevci.

### Inmigración
Los croatas emigraron a Hungría desde casi todas las áreas donde viven o han vivido en Croacia, Bosnia y Hercegovina y Voivodina, siendo los mayores olas de migración las producidas durante las conquistas turcas, desde el siglo XV al XVIII.
La segunda gran ola de migración croata a Hungría siguió a la formación del estado croata-húngaro. Fue especialmente grande durante el reinado del rey Matías Corvino (1458-1490).
Se sabe que en Baja desde 1229 hasta 1260 hubo sacerdotes de Dalmacia y Bosnia, lo que podría indicar la etnia de la población local. Las fuentes húngaras indican "eslavos", szlávok.
En 1241, el rey Bela IV de Hungría, al regresar del exilio en el sur de Croacia, donde se refugió de los mongoles, se llevó a Buda y Pest a un gran número de croatas que reconstruyeron estas ciudades destruidas y luego serían figuras importantes de la vida pública en el reino de Hungría.
Según una investigación de Ladislav Heka, los primeros croatas que se trasladaron a Hungría fueron los franciscanos bosnios en 1339 y croatas de Dubrovnik. Dado que los franciscanos acompañaron al pueblo croata en las rutas de refugiados, es realista suponer que un grupo significativamente grande de croatas ya vivía allí por lo que tuvo que ser enviado un sacerdote.
En 1366, Luis I, rey de Hungría y Croacia, rogó a los franciscanos bosnios y al Papa Gregorio XI que enviaran a sus hombres al sur del reino de Hungría. Lo aprobó en una carta de 1376, en la que permitió a los franciscanos operar en el territorio de las diócesis de Csanád, Kalocsa y Pécs porque "los sacerdotes húngaros no conocen el idioma de la población eslava allí y no pueden realizar la atención pastoral". Dado que los franciscanos no son sacerdotes de los ortodoxos, es razonable afirmar que sus feligreses eran croatas.
Los croatas eran una gran comunidad entre los eslavos de Buda, que a mediados del siglo XIX constituían una parte significativa de la población, puesto que los húngaros constituían solo un tercio. Entre estos croatas, los monjes de la provincia franciscana de Bosna Srebrena desempeñaron un papel destacado en la organización de la iglesia. Este papel fue especialmente importante durante la ocupación otomana (1526-1686), cuando dirigían parroquias en Buda, Pest, Taban, Ercsi, Tököl, Čepulje, Víziváros y Oj Buda. Cabe destacar que después de la división del vicariato de Bosnia en 1514 en Bosnia Srebrena y Bosnia-Croacia, los monasterios que se encontraban en el área bajo el dominio otomano cayeron bajo la jurisdicción de la primera, y los de áreas fuera de los otomanos bajo la jurisdicción de la segunda.
Con las conquistas turcas de los siglos XV y XVI, les siguió una tercera ola importante de migración, que según algunas estimaciones abarcó a la mitad de los croatas. Desde entonces la otra mitad de los croatas estuvo expuesta a una constante amenaza de asimilación. La inmigración en el siglo XVI en particular de Bosnia aumentó el número de croatas.
La batalla del Campo de Krbava fue seguida por un período difícil para el reino de Croacia. Debido a las constantes incursiones de los akıncı turcos, la impotencia del gobierno húngaro y la falta de interés de las fuerzas europeas, ya en 1515, había caído en manos turcas el área de Eisenstadt. La primera salida masiva de refugiados croatas siguió a las apelaciones infructuosas de Krsto y Bernardin Frankopan al Reichstag de los Estados Alemanes en Núremberg en 1522. Los croatas emigraron del Gacka, Krbava y Lika al condado de Sopron. La ola de emigración duró hasta 1527.
Después de la batalla de Mohács en 1526, los comerciantes de Dalmacia y Bosnia se establecieron en Buda, Baja, Kalocsa, Lipova, Radna, Pécs y Szeged. Los propios turcos movían a los croatas a la región del Danubio en ese período.
Después de que los turcos sitiaran Viena por segunda vez en 1532, en 1533 los croatas emigraron en masa a la Baja Austria, Moravia, Eslovaquia y Hungría occidental, mientras los turcos saqueaban grandes áreas en su camino a Viena, incluidas las partes de Croacia que cruzaron. Los croatas emigraron de manera organizada, encabezados realizado por nobles que tenían propiedades en los destinos de emigración, porque así conservaban la mano de obra subordinada de las áreas devastadas por los turcos. Los señores feudales también participaron en estas migraciones, cuyas propiedades fueron devastadas en 1529 y 1532 durante las grandes incursiones turcas a Viena. El rey alentó estas emigraciones, los señores feudales enviaron a funcionarios para que reclutaran a los habitantes que debían emigrar, y en 1537 el rey procuró infraestructura en el Mura y el Drava para facilitar la salida de croatas a propiedades en Hungría, entre ellos Tomás Nádasdy, ignorando la recomendación del parlamento croata de detener la emigración. Insatisfecho con la situación económica y de seguridad en Croacia, el parlamento croata se reunió en Topusko en septiembre de 1535. Los nobles del consejo de Topusko le escribieron abiertamente al rey "que deberían separarse de él, si tenía la intención de dejarlos ir en peligro extremo. En ese caso, que el rey elija devolver la carta que le dieron los apoderados en el parlamento de Cetin" es decir, que renunciarían a él como rey. En el mismo parlamento croata, protestaron contra la práctica de los gobernantes de las tierras hereditarias de Fernando, quienes, según sus agentes, atraían a siervos croatas, que "se asentaron en gran cantidad" en Carniola, Carintia, Estiria y Austria.
Al mismo tiempo, los croatas bunjevci inmigraron a la región organizados por el gobierno turco. Después de que los turcos conquistaran Bačka y dividieron la tierra entre sus gentes, trajeron cristianos de las tierras que habían conquistado antes, quienes, según estudios del historiador franciscano Bernardin Unyi, provenían de los territorios ocupados de Dalmacia
En 1598, las tropas austríacas liberaron Esztergom. El comandante de la ciudad Miklós Palffy pidió a los eslavos de Bačka que se establecieran allí. La participación fue tan grande que los pueblos de Ivanka, Gara, Kaćmar, Leden, Šebešić y Tavankut estaban casi desiertos. Sin embargo, los croatas y los serbios regresaron pronto a la zona anterior, ya que la nueva zona no tenía buenas condiciones. Las huellas de esta migración al norte de Hungría son apellidos como Tukuljac, Ostrogonac, Budimac/Budimčević, Pantelinac y similares
En 1610, hubo una gran emigración de bunjevci desde el sanjak de Lika a Podunavlje. La segunda ola de inmigrantes croatas desde Dubrovnik y su hinterland a Szeged fue en 1650.
En 1655 se dio la llegada de dos mil bunjevci liderados por franciscanos bosnios, que huía a la zona como resultado de la represión violenta de las autoridades turcas. Esto fue durante el episcopado del obispo Marijan Maravić (1645-1655), y algunas fuentes afirman que estos dos mil croatas emigraron de Bosnia.
Los dalmatini emigraron al área de Szeged en 1687, donde ya vivían croatas emigrados de Dubrovnik, Dalmacia y Bosnia, como lo demuestran las actividades de un confesor croata en 1535 que era clérigo de comerciantes de Dubrovnik. Esta inmigración de 1687 coincide con la Gran Guerra Turca, cuando 22.800 croatas emigraron a Hungría y con la segunda gran migración de los bunjevci en 1687. La exitosa liberación por parte del imperio austríaco de las tierras cristianas del dominio turco en los siglos XVII y XVIII puso en marcha una cuarta ola importante de inmigración croata a Hungría.

#### El papel de los monjes croatas
Después de la batalla de Mohács (1526) y la caída de Buda (1541), el tercio central del reino medieval de Hungría cayó bajo el dominio otomano. Grandes masas de eslavos del sur se asentaron en el norte, en las áreas de Hungría ocupadas por los turcos. Dado que los obispos católicos eran nombrados por el a la vez emperador del Sacro Imperio Romano Germánico y rey de Hungría, y que este emperador era el mayor enemigo del sultán otomano, la Iglesia católica también era hostil y, como tal, peligrosa. Es por eso que a los obispos húngaros no se les permitió ingresar al área bajo dominio otomano. 
La Reforma fue otro golpe para el catolicismo en la Hungría turca. Los sacerdotes croatas, monjes de la Provincia Franciscana de Bosnia Srebrena, lograron establecer una relación mucho más cercana con las autoridades turcas. A veces esto era contradictorio, porque en ocasiones los llevaba a perseguir a sus rivales dentro de la Iglesia católica utilizando la fuerza militar turca, que servía a los sacerdotes de Dubrovnik, italianos y húngaros, sus rivales. Sin embargo, la relación entre los franciscanos y el gobierno otomano no fue idílica. Las regiones húngaras quedaron bajo el estado franciscano de Bosnia Srebrena, por lo que sacerdotes y monjes croatas acabaron operando en toda Hungría, lo que contribuyó al mantenimiento y desarrollo de una lengua croata viva entre los croatas. Con la caída de Bosnia bajo el dominio turco, los franciscanos no huyeron sino que permanecieron activos. Por lo general, en las zonas donde operaban los franciscanos la población no era rebelde, pagaba impuestos y no emigraba. Así, los franciscanos croatas que vinieron de Bosnia se extendieron por toda Hungría, que cayó bajo el dominio turco, es decir, partes de los estados actuales de Croacia, Bosnia y Hercegovina, Hungría, Rumania y Serbia.

### SigloXVIII
En el siglo XVIII, 

"los croatas de la región húngara del Danubio se llamaban croatas, rascios, bosnios, ilirios, bunjevci, šokci y dalmatini al mismo tiempo. Los croatas de Baranja se llamaban sobre todo bosnios y šokci, y en Bačka los nombres bunjevci y dalmatinac son los más comunes. Además de estos nombres, los nombres rac e ilir se usaban a menudo como nombres comunes para todos los eslavos del sur.

Cabe destacar que los croatas de la región del Danubio húngaro llamaron a su idioma ilirio, eslavonio y en los siglos XVIII y XIX la mayoría de las veces lo llamaban dálmata, en su mayoría se sentían dálmatas. El término de lengua bunjevci aparece en el siglo XIX, al igual que otros nombres para denominar a los croatas (como rascios católicos, ilirios). Los términos bunjevci y šokci rara vez aparecían en ese momento. Dada la formación nacional inconclusa, a mediados del siglo coexistieron tres nombres para el idioma croata: dálmata, ilirio y bunjevac. Desde el último tercio del siglo XIX las designaciones bunjevci y šokci se usan solo para los croatas del Danubio.
A mediados del siglo XVIII, la mayoría de los croatas húngaros eran siervos y vivían en el campo. Entre los croatas húngaros había un estrato algo más pequeño de ciudadanos rurales, terratenientes y nobles. No por ello los croatas eran una comunidad numéricamente insignificante en las ciudades, al punto que en algunas ciudades era relativamente mayoritaria, y en ciudades como Baja y Mohacs era una comunidad absolutamente mayoritaria. Esto cambiará radicalmente por la ola de despertar nacional húngaro, los movimientos revolucionarios y políticas asimilacionistas agresivas en el siguiente siglo.

### Despertar nacional en elsigloXIX
En el momento de los despertares nacionales, los croatas de Hungría permanecían fuera de su país de origen, de modo que en el momento del despertar paneuropeo de la autoconciencia nacional, muchos grupos étnicos croatas permanecían fuera de estos eventos y permanecían "nacional y culturalmente en el ámbito étnico local". La conciencia nacional más fuerte estaba entre los croatas de Podravina, Pomurje y Burgenland, que no se llamaban a sí mismos por ningún nombre subétnico, sino explícitamente Orvati, Horvati. La colonia de croatas dálmatas en Buda se mantuvo hasta el siglo XIX.
Después del colapso de la revolución húngara de 1848 y el aumento de los sentimientos nacionalistas, las autoridades húngaras intensificaron enormemente su política asimilacionista hacia las minorías, también hacia la minoría nacional de croatas en Hungría, que se puso, mediante sus reoresentantes políticos, del lado húngaro en esa revolución.
El desarrollo del romanticismo húngaro entre los ciudadanos y nobles croatas de Hungría, que se suponía que eran los portadores de la idea nacional, así como la supresión del idioma croata de la escuela y la iglesia, llevó a que a principios del siglo XX se considerara a los croatas casi desaparecidos de las ciudades húngaras. Los croatas rurales tuvieron mucho más éxito en preservar su identidad nacional. Esto tuvo éxito hasta el establecimiento de la Hungría posterior a Trianón, cuando la frustrada Hungría "se vengó" de los más pequeños, y después de la Segunda Guerra Mundial la asimilación de los croatas en las aldeas se intensificó debido a las circunstancias socioeconómicas generales: industrialización, migración a las ciudades, la urbanización de los asentamientos rurales, la secularización y la abolición de la religión, especialmente la Iglesia católica, que se encontraba entre los últimos bastiones culturales de Croacia, y el aumento general de la movilidad social de la población.
En vísperas de la Primera Guerra Mundial, según las estimaciones estadísticas de Josip Lakatoš, había 285.582 croatas viviendo en Hungría en 1910.

### Tras la Primera Guerra Mundial
El período posterior a la Primera Guerra Mundial intensificó las relaciones de las autoridades húngaras con las minorías. La frustración nacional después de las grandes pérdidas territoriales causadas por el tratado de Trianón resultó en la expresión de una tolerancia extremadamente baja hacia todos los no húngaros (excepto los alemanes húngaros), de tal manera que a los miembros de las minorías se les dio la única opción de la integración a los húngaros. Por lo tanto, las autoridades exigieron que las minorías cambiaran su apellido no húngaro a húngaro como condición para cualquier puesto estatal (incluso el cargo oficial más común), resultando en apellidos como Pécsvári de Petranović, Várnai de Vaščan, Légrádi de Jelić, Keszthelyi de Kolarić, Rigó de Kosa, etc.).
En 1924, los periódicos bunjevci y šokci dieron esta estimación del número de bunjevci y šokci en Hungría: 

"hay alrededor de setenta mil Bunjevci y Šokacs en la Hungría actual. La mayoría de ellos vive en Bačka y Baranja, y además hay miles en los condados de Pest, Šomod y Fehér."

Tras el final de la Segunda Guerra Mundial, en medio de la anarquía debido a que Hungría aún no había firmado un tratado de paz, en 1946 se realizó un censo de la minoría croata, en relación con la apertura de escuelas. El censo fue realizado por ex confidentes de Horthy. Dadas sus actitudes de línea dura contra las minorías y de asimilación, los resultados fueron predecibles. La comunidad croata se redujo y fragmentó por enumeración en varias categorías, de modo que los croatas húngaros fueron enumerados por nombres locales: bosnios, bunjevci, dálmatas, ilirios, raci, šokci, wendos, etc.

### Tras la Segunda Guerra Mundial
Después de la Segunda Guerra Mundial, salieron muchos refugiados desde Yugoslavia hacia Hungría. Entre ellos había fugitivos por haber cooperado con el ocupante. Eran húngaros y alemanes, pero también había croatas entre ellos. Todos estos recién llegados se convirtieron rápidamente en fervientes partidarios de la política asimilacionista húngara, con la esperanza de justificar sus atrocidades durante la guerra.
Muy poco después de la Segunda Guerra Mundial, los croatas húngaros se vieron afectados por la Resolución del Informbiro por la cual los croatas, como todos los pueblos en la República Popular de Hungría procedentes de la vecina Yugoslavia, fueron objetos de las sospechas de los círculos pro-estalinistas gobernantes. Los lazos culturales extremadamente débiles de los croatas con su patria se extinguían. Algunos croatas con conciencia nacional también terminaron en trabajos forzados en Hortobágy, y sus familias fueron deportadas. Los croatas sintieron el daño cultural de otra manera: la acción nacionalista se permitió solo a través de las alianzas de eslavos del sur, en las que los serbios tenían gran influencia, aunque en Hungría eran menos que los croatas. Numerosos serbios pro-estalinistas que huyeron de Yugoslavia a Hungría tenían la oportunidad de progresar en el aparato estatal.

### Tras la desintegración de la RFS de Yugoslavia
Un gran número de croatas emigró desde Serbia a Croacia, Hungría y otros países tras la guerras de Yugoslavia. Por ello, varios centenares de croatas bunjevci de Subotica se trasladaron a Szeged.

## Autogobierno de la minoría croata

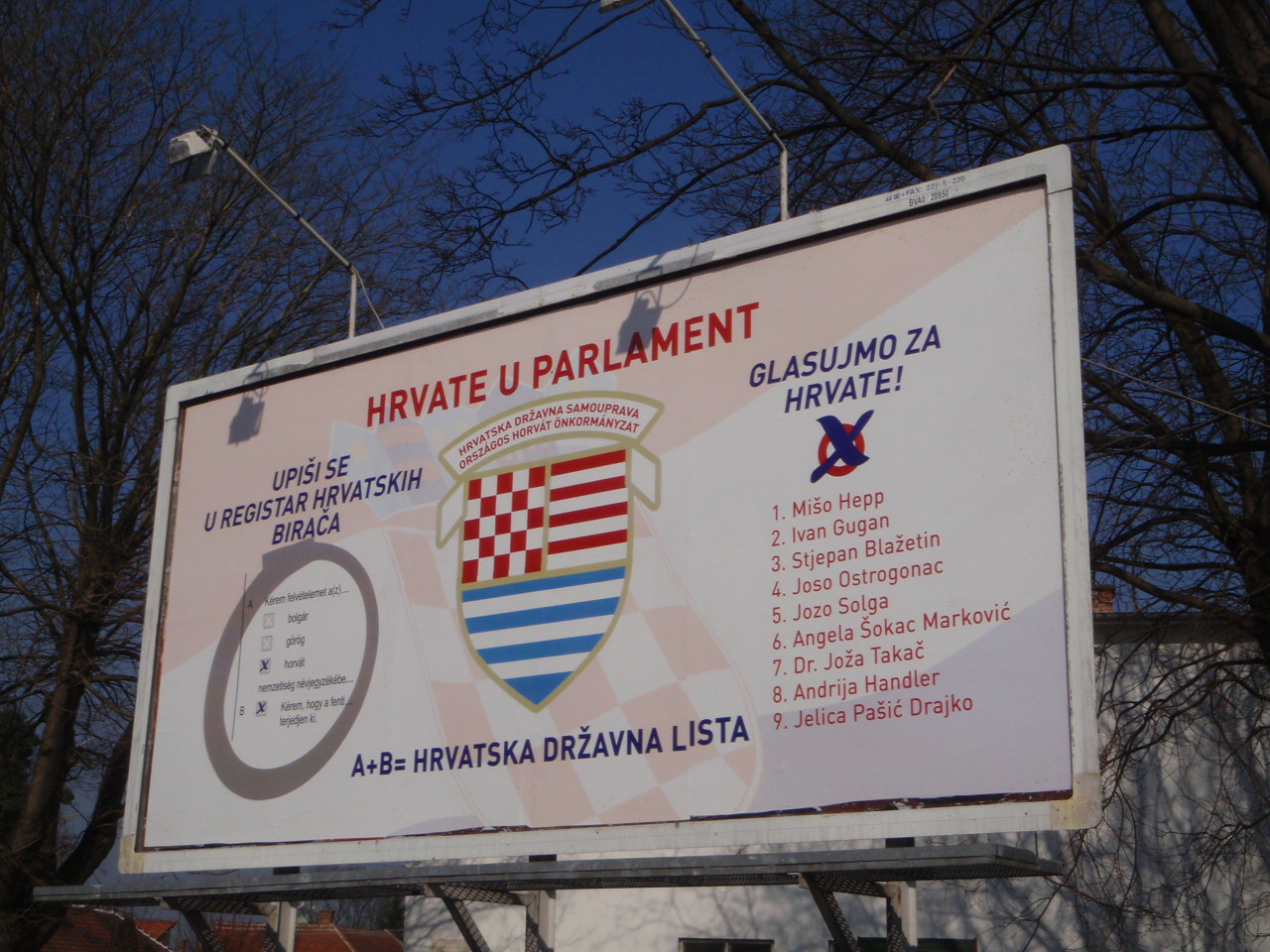
Elecciones parlamentarias en Hungría 2014, cartel en Szombathely.

Hoy en día existen un gran número de unidades autónomas de la minoría croata en Hungría.
Hay 13 unidades de este tipo en el condado de Bács-Kiskun, 33 en el condado de Baranya, 17 en Budapest, 10 en el condado de Győr-Moson-Sopron, 4 en el condado de Pest, 10 en Somogy, 12 en Zala, 11 en Željezna, 1 en Csongrad, en Bila 3, y en Condado de Borsod-Abaúj-Zemplén, 1.

## Cultura y religión
Đuro Franković trabajó en el campo de la etnografía y puso por escrito las historias de la tradición oral de los croatas en Hungría.
Algunos de los poemas de los croatas de Hungría fueron traducidos al esperanto en 1992 por Lucija Borčić y otros (Poemaro de Kroatoj en Hungario, editado por Mijo Karagić, Đuro Vidmarović y Marija Belošević).
La literatura croata en Hungría no está bien tratada en Croacia. No obstante, se han editado ensayos  por Kikić, Merković, Gabrić, Sekelj, Miković, y en artículos científicos por Sekulić, Melvinger. y Đuro Vidmarović.
Los lugares de peregrinación en Hungría que influyeron de manera más significativa en la formación de la cultura religiosa popular y la expresión de los croatas allí son Vodica, Andocs, Đud, Kis-Cell, Turbék, Koljnof, Mariakéménd, Ercsi y Snježna Gospa cerca de Pécs. La importancia de los lugares de peregrinaje e iglesias visitados por miembros de la minoría croata en Hungría se confirma por su número. La mayoría están dedicados a la Virgen María, y los cantos de peregrinación más antiguos y reverenciados están dedicados a ella. Nuestra Señora de Máriagyűd ha sido lugar de peregrinación durante más de un milenio, al que acuden croatas de Bačka, Baranja y Podravina. Los croatas de ambos lados de la frontera visitan la iglesia de la Visitación de la Madre de Dios en Kópháza el 15 de agosto. El primer domingo de mayo, los croatas de Burgenland visitan Santa María de Jur. Los croatas de Bačka visitan Vodica cerca de Baja. Se lleva a cabo una peregrinación a Marija Peruš en Hrvatski Židan. Croatas de Hungría del pueblo de Horvátzsidány, Narda y Petrovo Selo peregrinan a Austria a María de Celje en Mariazell. La reputación y la importancia de la peregrinación entre los croatas está creciendo, en contraste con otras naciones. Han seguido siendo católicos, al contrario que los húngaros que, en parte, adoptaron el protentastismo.

## Educación
Para los croatas, el aprendizaje de la lengua literaria croata en los niños se organizó en Hungría en 36 jardines de infancia, 38 escuelas primarias y en dos gymnasium (en Budapest y Pécs). El Instituto Científico de los Croatas de Hungría opera en Pécs. Los croatas de Burgenland tienen sus propios libros de texto trilingües. Otras instituciones de los croatas húngaros utilizan materiales didácticos en lengua literaria croata, que son publicados por la asociación sin fines de lucro de Budapest Croatica Kht.

## Población actual
Se estima que en Hungría viven más de 90.000 croatas que hablan al menos siete dialectos. Según las estadísticas oficiales húngaras, en 2001 vivían en Hungría 25.730 croatas. 14.779 habitantes de Hungría hablan croata con familiares o amigos, y 19.687 tienen afinidad con los valores culturales y las tradiciones del pueblo croata.